# Takanobu Jūmonji
Takanobu Jūmonji (十文字 貴信?, Jūmonji Takanobu; 10 novembre 1975) è un ex pistard giapponese.

## Palmarès

### Olimpiadi
- 1 medaglia:
  - 1 bronzo (Atlanta 1996 nel km a cronometro)